# Guido Ceronetti
Guido Ceronetti (ur. 24 sierpnia 1927 w Andezeno koło Turynu, zm. 13 września 2018 w Cetonie) – włoski poeta, prozaik, eseista, dramaturg, lalkarz, filozof, epistolograf, publicysta i tłumacz.

## Twórczość

### Pisarstwo

#### Poezja
Jego aktywność pisarska rozpoczęła się w połowie lat 40. XX w., gdy w ramach ruchu oporu publikował teksty w prasie podziemnej. Wtedy też zaczął pisać wiersze. Pisał również surrealistyczne opowiadania i formy teatralne, tworzył także dzieła zaliczane do literatury faktu. Pierwszą powieść pt. In un amore felice opublikował dopiero w 2011 roku. W jego dorobku, oprócz prozy, dzieł scenicznych i kilkunastu tomów poetyckich znalazły się, przynoszące mu największą popularność aforystyczne notatki oraz zbiory esejów.

#### Eseistyka
Pierwszy zbiór esejów pt. Difesa della luna e altri argomenti di miseria terrestre ukazał się w 1971 roku. Autor koncentrował się w nim głównie na eksploracji przestrzeni kosmicznej, która wydała mu się przedsięwzięciem absurdalnym i wyrazem ogromnej ludzkiej próżności. Wśród tomów esejów Ceronettiego znalazły się także: La Musa ulcerosa (1978), La carta è stanca, La vita apparente (1982), Albergo Italia (1983), oraz wydane w 1993 roku Confessioni e disperazioni oraz Deliri disarmati.
W latach 1981–1983 Ceronetti za radą włoskiego wydawcy Giulio Einaudiego podróżował po Półwyspie Apenińskim, pociągami, pekaesami, łodzią, taksówkami, a także pieszo, odwiedzając miasta, muzea, place, szpitale psychiatryczne, cmentarze oraz wiele innych miejsc w całych Włoszech, uważnie notując swoje wrażenia i refleksje na temat powodowanych przez człowieka spustoszeń. Rezultatem tych doświadczeń jest książka Un viaggio in Italia, uznawana niekiedy za reprezentatywną dla myśli pisarza.
Podobnym uznaniem cieszy się wydany w 1979 roku zbiór myśli i aforyzmów Ceronettiego Milczenie ciała. Materiały do studiów medycznych, podejmujący temat ciała jako miejsca w którym żyje boskość, pomimo przemijania, cierpienia i choroby. Książka ta zawiera obserwacje, refleksje i pytania wynikające z interdyscyplinarnych upodobań pisarza, swobodnie poruszającego się pomiędzy nauką, medycyną, literaturą, religią i bieżącymi wydarzeniami.

#### Działalność translatorska
Równolegle do własnego pisarstwa Ceronetti tłumaczył dzieła innych twórców. Z łaciny przełożył na język włoski m.in. Epigramy Marcjalisa, Poezje Katullusa, Satyry Juwenalisa, Pieśni Horacego, z hebrajskiego: księgi Starego Testamentu – Księgę Psalmów, Księgę Koheleta, Pieśń nad Pieśniami, Księgę Hioba i Księgę Izajasza. Oprócz literatury starożytnej tłumaczył także poezję XIX i XX w., zwłaszcza wiersze Kawafisa, Racine’a, Blake’a, Rimbaud, Mallarmégo czy Rilkego. W 1981 roku przybliżył Włochom dzieła Émile Ciorana nazywając go „miłosiernym rozpruwaczem”. Cioran z kolei poświęcił książce Ceronettiego Milczenie ciała rozdział swej wydanej w 1986 roku książki Ćwiczenia z zachwytu, gdzie pisał między innymi:
„Jego książka, wyrastająca niewątpliwie z potrzeby czystości, świadczy o niezaprzeczalnym upodobaniu do potworności – można powiedzieć, że to pustelnik urzeczony piekłem. Piekłem ciała. To pewny znak wątłego, czy nawet zagrożonego zdrowia: czuć swoje narządy, być ich obsesyjnie świadomym. Przekleństwo trupa, którego się za sobą wlecze, jest właściwym tematem tej książki. Od początku do końca – parada fizjologicznych sekretów, napełniających człowieka przerażeniem.”

### Publicystyka
W 1972 roku Guido Ceronetti rozpoczął współpracę z włoskim dziennikiem „La Stampa”, dla którego przez ponad trzydzieści lat pisał eseje i felietony. Po roku 2000 publikował także w „La Repubblica”, a od 2009 w „Corriere della Sera”. Na łamach tych gazet zajmował się literaturą, sztuką, filozofią, sprawami obyczajów, w tym także przestępczością. W swych tekstach występował z pozycji krytyki nowoczesności. Negatywnie oceniał próżność człowieka w dążeniach do eksploracji kosmosu, ubolewał nad masową motoryzacją, szalonym ruchem, przeludnieniem miast. Nie obawiał się zajmować skrajnego stanowiska w najbardziej wrażliwych kwestiach, takich jak wspomagana prokreacja, uporczywe terapie medyczne, dawstwo narządów i ogólnie współczesna medycyna.
Często kierował swe pióro przeciw lekkoduchostwu Włochów, widocznemu m.in. w zaniedbywaniu przez nich dziedzictwa architektonicznego i krajobrazowego. Jednocześnie państwo włoskie określał mianem „demokracji duszonej w zarodku przez trzy skłonne do totalitaryzmu siły: chrześcijańską demokrację, komunizm i związki zawodowe”.
Równie krytycznie jego głos brzmiał na temat uzależnienienia cyfrowego. W wydanej w 2016 roku broszurze pt. Per non dimenticare la memoria, sieć internetową nazwał „niekończącym się bezdusznym parkiem rozrywki”, który swoim użytkownikom pozwala „ssać satanistyczne piersi”. W ostatnich latach życia na łamach „Corriere della Sera” z niesmakiem przyznał, że nabył telefon komórkowy, jednocześnie we właściwy sobie sposób określając go „pchłą, która ma brzuch słonia”.
Znane były także jego audycje na antenie Radia Rai 2, w formie wywiadów, które współczesny intelektualista przeprowadzał z postaciami historycznymi.

### Teatro dei Sensibili
W 1970 roku Ceronetti założył wraz ze swoją żoną Eriką Tedeschi teatr marionetkowy Teatro dei Sensibili, do którego sam pisał teksty przedstawień (niekiedy poprzestawał na improwizacji), był w nim także animatorem lalek i reżyserował spektakle. Eksperymentował z używanymi w teatrze typami lalek. Początkowo teatr dawał przedstawienia dla grona przyjaciół (wśród których byli pisarze i filmowcy tacy jak Eugenio Montale, Luis Buñuel czy Federico Felliniego), z czasem stał się teatrem wędrownym ze stałym zespołem aktorów i dostępnym dla szerszej publiczności. Do najważniejszych spektakli Teatru Wrażliwych zalicza się L'Iena di San Giorgio (1970), I misteri di Londra (1978), Mystic Luna Park (1988), Viaggi Viaggia, Rimbaud (1991), Il volto (1998), Ceronetti Circus (2001), Rosa Vercesi (2003) i Quando si alza (2014).

## Publikacje dostępne w języku polskim

### Książki
- Ceronetti Guido, Drzewa bez bogów, tł. z jęz. wł.  Stanisław Kasprzysiak, Oficyna Literacka, Kraków 1995. ISBN 83-7124-019-8
- Ceronetti Guido, Milczenie ciała. Materiały do studiów medycznych, tł. z jęz. wł. Maryna Ochab, Słowo/obraz terytoria, Gdańsk 2004. ISBN 83-89405-40-7

### Eseje (wybór)
- Ceronetti Guido, fragmenty esejów Bosch a ciemności, Jak to powiedzieć w filmie, Nicola Chiaromonte, O duchu partii, Ja i smierć, Myśli przy herbacie, tł. z jęz. wł. Stanisław Kasprzysiak, „Zeszyty Literackie”, 1989, 25 s. 81–106. ISSN 0751-0357
- Ceronetti Guido, O „Burzy” Giorgione’a, tł. z jęz. wł. Stanisław Kasprzysiak, „Teatr”, 1990, 11, s. 43. ISSN 0040-0769
- Ceronetti Guido, Mamy ojczyznę?, tł. z jęz. wł. Stanisław Kasprzysiak, „Res Publica”, 1990, 4, s. 140–144
- Ceronetti Guido, W jasnym świetle dnia, tł. z jęz. wł. Stanisław Kasprzysiak, „NaGłos”, 1994, 14, s. 70–75. ISSN 0867-0382
- Ceronetti Guido, Poród, śmierć i dom, tł. z jęz. wł. Stanisław Kasprzysiak, „Kresy”, 1995, 22, s. 12–14. ISSN 0867-1125
- Ceronetti Guido, Chorobliwość Kawafisa, tł. z jęz. wł. Stanisław Kasprzysiak, „Zeszyty Literackie”, 1992, 37, s. 24–28. ISSN 0751-0357
- Ceronetti Guido, Stare kartki pocztowe, tł. z jęz. wł. Stanisław Kasprzysiak, „Kresy”, 1995, 22, s. 5–8. ISSN 0867-1125
- Ceronetti Guido, Rozmowy o kobietach, „Gazeta Wyborcza”, tł. z jęz. wł. Stanisław Kasprzysiak, 1995, 122, s. 14–15. ISSN 0860-908X

### Alia
- Ceronetti o poezji (przedruk wywiadu dla „La Stampy” poświęconego poezji, z notą tłumacza), „Kresy”, 1998, 36, s. 156–159. ISSN 0867-1125
- Ceronetti Guido, Wenecji trzeba pozwolić umrzeć, „Przekrój”, 1993, 4, s. 12–13. ISSN 0033-2488